# Исуапан (Акаюкан)
Исуапан (исп. Ixhuapan) — посёлок в юго-восточной части Мексики, на территории штата Веракрус. Входит в состав муниципалитета Акаюкан.

## Географическое положение
Исуапан расположен в юго-восточной части штата, на расстоянии приблизительно 267 километров к юго-востоку от города Халапа-Энрикеса, административного центра штата. Абсолютная высота — 88 метров над уровнем моря.

## Население
Согласно данным, полученным в ходе проведения официальной переписи 2005 года, в посёлке проживало 1315 человек (669 мужчин и 646 женщин). Насчитывалось 297 домов. По возрастному диапазону население распределилось следующим образом: 44 % — жители младше 18 лет, 49 % — между 18 и 59 годами и 7 % — в возрасте 60 лет и старше. Уровень грамотности среди жителей старше 15 лет составлял 87,7 %.
По данным переписи 2010 года, численность населения Исуапана составляла 1356 человек. Динамика численности населения посёлка по годам:
| 2000 | 2005 | 2010 |
| ---- | ---- | ---- |
| 1204 | 1315 | 1356 |